# Unter Freunden stirbt man nicht
Unter Freunden stirbt man nicht ist eine vierteilige Miniserie, die am 17. Dezember 2020 bei TVNOW veröffentlicht und im März 2021 auf VOX ausgestrahlt wurde.

## Handlung
Die Serie handelt von einer Gruppe langjähriger Freunde. Als Hermann – ein renommierter Wissenschaftler und Anwärter auf den diesjährigen Alfred-Nobel-Gedächtnispreis für Wirtschaftswissenschaften – stirbt, versuchen seine Freunde Ella, Joachim, Annette und Friedrich, dessen Tod bis zur Bekanntgabe des Preisträgers in fünf Tagen geheim zu halten. Voraussetzung für die Verleihung des Nobelpreises ist, dass der Gewinner zum Zeitpunkt der Vergabe noch am Leben sein muss. Die vier Freunde stellen allerdings fest, dass sich dieses Unterfangen schwieriger darstellt als sie es sich – beeinflusst von der amerikanischen Komödie Immer Ärger mit Bernie – vorgestellt hatten.

## Hintergrund
„Unter Freunden stirbt man nicht“ basiert auf der israelischen Serie Stockholm, die auf einem gleichnamigen Roman von Noa Yedlin basiert.
In jeder Folge wird das Geschehen aus der Sicht eines anderen Freundes dargestellt: Annette (Folge 1), Friedrich (Folge 2), Joachim (Folge 3) und Ella (Folge 4).

## Rezeption
„Es ist mehr als bemerkenswert, wie es Claudius Pläging gelingt, aus diesem Handlungskern eine vierteilige Serie à 45 Minuten zu machen, ohne dass die Zeit zwischendurch lang wird. Für Kurzweil sorgen unter anderem die hochkarätige Besetzung, die ständigen Überraschungen sowie die herrlich bösen Dialoge. […] Als dramaturgisch geschickt erweist sich auch die Idee, jede Folge aus einer anderen Perspektive zu erzählen.“

Die Einschaltquoten der TV-Erstausstrahlung blieben am 17. und 24. März 2021 jeweils hinter den Erwartungen zurück.

## Auszeichnungen
- C21/FRAPA International Format Awards für Best Scripted Format Winner 2021[5]